# 石川君子
石川 君子（いしかわ の きみこ）は、奈良時代の貴族・歌人。名は吉美侯、若子とも記される。官位は従四位下・大宰少弐。

## 経歴
元明朝の和銅6年（713年）正七位上から五階昇進して従五位下に叙爵する。和銅8年（715年）播磨守に任ぜられていることから、同年頃に成立した『播磨国風土記』の編纂に携わった可能性が指摘されている。元正朝では従五位上に叙せられ、侍従を務めた。
神亀元年（724年）聖武天皇の即位に伴って正五位下に昇叙され、神亀3年（726年）従四位下に至る。神亀年間に大宰少弐を務め、任期中に詠んだ短歌が『万葉集』に採録されている。神亀年間から天平年間初頭にかけて侍従として聖武天皇に仕えた「風流侍従」10余人のうちの石川朝臣君子に比定される。

## 官歴
注記のないものは『続日本紀』による。
- 時期不詳：正七位上
- 和銅6年（713年） 正月23日：従五位下
- 和銅8年（715年） 5月22日：播磨守
- 時期不詳：従五位上
- 養老5年（721年） 6月26日：侍従
- 神亀元年（724年） 2月22日：正五位下
- 神亀3年（726年） 正月21日：従四位下
- 時期不詳：大宰少弐[3]